# Monopolbrillantöl
Monopolbrillantöl ist ein aus Rizinusöl durch Sulfatierung und Verseifung  gewonnenes flüssiges Textilhilfsmittel. Es ähnelt in seinen Eigenschaften dem Türkischrotöl (Tournatöl).